# Renocila heterozota
Renocila heterozota är en kräftdjursart som beskrevs av Bowman och Mariscal. Renocila heterozota ingår i släktet Renocila och familjen Cymothoidae.
Artens utbredningsområde är Seychellerna. Inga underarter finns listade i Catalogue of Life.